# Vi hører til - buskmenneskers møde med den vestlige civilisation
|  | Denne artikel er oprettet af botten PalnaBot ud fra en ekstern database. Den kan derfor have sproglige fejl eller mangler. Denne skabelon kan fjernes efter kontrol af indholdet. |

Vi hører til - buskmenneskers møde med den vestlige civilisation er en dokumentarfilm instrueret af Arthur Krasilnikoff efter manuskript af Arthur Krasilnikoff.

## Handling
I Kalahari ørkenen i Botswana lever de lyse buskmennesker, Afrikas ældste folk. De bor nu i et af myndighederne indrettet reservat, regnes ikke for noget og er i moderniseringens navn ved at miste alt, hvad de har. Buskmændene fortæller om deres situation, som yderligere er forværret ved, at der er taget skridt til, at de skal flyttes. 50.000 buskmennesker er truet på livet.